# Wilhelm Cuno

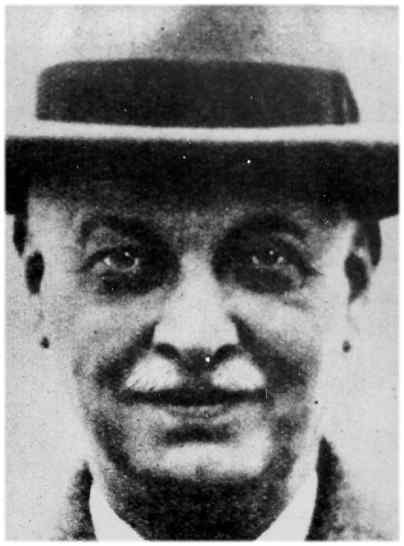
Wilhelm Cuno op latere leeftijd

Wilhelm Cuno (Suhl, 2 juli 1876 – Aumühle bij Hamburg, 3 januari 1933) was een Duitse zakenman en partijloze politicus. Hij was van november 1922 tot augustus 1923 rijkskanselier van Duitsland onder de Weimarrepubliek.
Otto von Bismarck · Leo von Caprivi · Chlodwig zu Hohenlohe-Schillingsfürst · Bernhard von Bülow · Theobald von Bethmann Hollweg · Georg Michaelis · Georg von Hertling · Max von Baden · Friedrich Ebert · Hugo Haase · Philipp Scheidemann · Gustav Bauer · Hermann Müller · Konstantin Fehrenbach · Joseph Wirth · Wilhelm Cuno · Gustav Stresemann · Wilhelm Marx · Hans Luther · Hermann Müller · Heinrich Brüning · Franz von Papen · Kurt von Schleicher · Adolf Hitler · Joseph Goebbels · Johann Ludwig Schwerin von Krosigk
- Bibliothèque nationale de France: cb11971899n (data)
- CiNii: DA06171491
- Gemeinsame Normdatei: 118677497
- International Standard Name Identifier: 0000 0000 8119 5727
- Library of Congress Control Number: n97042215
- Nationale Bibliotheek van Tsjechië: uk2013779935
- Nationale Bibliotheek van Israël: 987007260041505171
- Nederlandse Thesaurus van Auteursnamen: 068922175
- Réseau des bibliothèques de Suisse occidentale: 02-A009173443
- SNAC: w6j79khc
- Système universitaire de documentation: 027740986
- Virtual International Authority File: 40172448
- WorldCat: E39PBJvd3Ky3vKrkhqrrrhB773